# 크로매틱스
크로매틱스(Chromatics)는 2001년 오리건주 포틀랜드에서 결성된 미국의 전자음악 밴드이다. 보컬과 신시사이저에 루스 라델리트(Ruth Radelet), 기타와 보코더에 애덤 밀러(Adam Miller), 드럼과 신시사이저에 냇 워커(Nat Walker), 프로듀싱과 여러 다양한 악기에 조니 주얼(Johnny Jewel)로 구성되어 있다.
이 밴드는 원래 "시끄럽고(noisy)" "정신없다(chaotic)"고 일컬어진 펑크(punk)와 로파이(lo-fi)에 기반을 둔 사운드가 이 들의 트레이드 마크였다. 여러 번의 라인 업이 변경된 후, 2007년 기타리스트 애덤 밀러는 팀을 떠나 혼자 만의 멤버로 이탈리안스 두 잇 베터(Italians Do It Better) 음반사를 통하여 음악을 발표하기 시작하였다.
이 들의 세 번째 음반 «Night Drive»는 평론가들에게 찬사를 받았고, 네 번째 음반 «Kill for Love»는 2012년 3월 26일에 발매되었다. 밴드의 곡들은 가십걸, 베이츠 모텔, 코버트 어페어스, 트윈 픽스와 같은 티비 시리즈에 사용되었다.

## 역사

### 시작
크로매틱스는 애덤 밀러, 기타리스트 데빈 웰치(Devin Welch), 베이시스트 미셸 놀런(Michelle Nolan), 드러머 해나 블릴리(Hannah Blilie)로 구성되었다. 2003년 데뷔 음반 «Chrome Rats vs. Basement Rutz»를 발매한 후, 밴드 멤버들은 밀러가 숍리프팅(Shoplifting)이란 밴드를 결성하기 위해 팀을 떠날 것으로 알고있었다.
밀러와 재정비된 멤버는 2004년 «Plaster Hounds»를 발매한다. 2004년과 2005년 동안 밴드는 사운드의 점진적인 변형과 라이브 공연을 위하여 아담 밀러, 루스 라델리트, 조니 주얼, 냇 워커로 구성된 사인조 밴드로 멤버를 축소한다. 크로매틱스는 같은 음반사 동료인 글라스 캔디(Glass Candy), 디자이어(Desire)와 세계 투어를 함께 돌기도 하였다. 글라스 캔디는 주얼이 멤버로 활동하고 있는 전자음악 밴드이고, 디자이어는 주얼과 냇 워커의 사이드 프로젝트이다. 워커와 주얼은 시메트리(Symmetry)라고 하는 연주 프로젝트를 병행하고 있다.

### «Night Drive»
2007년 이탈리안스 두 잇 베터(Italians Do It Better) 음반사를 통하여 발표된 세 번째 정규 음반 «Night Drive»는 이때까지 음반 중에서 가장 큰 호응을 얻었다. «Night Drive»에서 크로매틱스는 "노이즈-록 음악단의 미학을 버리고 반대편에 있는 깔끔하게 정리된 팝-댄스를 시도하였다. 크로매틱스의 변화는 어려움 없이 이루어진 것 같으나, 이들이 만들어낸 결과물은 여전히 감탄스럽다. 말랑한 펑크로 선회한 밴드의 음악만이 익숙한 사람들도 «Night Drive»의 보증된 작사, 작곡 실력에 감탄하게 된다."
<Nite>와 <In Shining Violence> 싱글을 포함하여 여러 곡을 발표하였고, 2007년 크로매틱스는 이탈리안스 두 잇 베터 음반사에서 발매한 모음곡집 «After Dark»에 음반에서 발표하지 않은 <In the City>와 <Hands in the Dark>, 그리고 «Night Drive»의 수록된 <The Killing Spree>의 데모 트랙을 선보였다.

### 2011년부터 지금까지: «Kill for Love»
크로매틱스는 니콜라스 빈딩 레픈이 연출하여 2011년 9월에 개봉한 영화 «드라이브» 사운드트랙에 실린 곡 <Tick of the Clock>으로 인지도를 높혔다. 2011년 12월에는 조니 주얼과 냇 워커는 시메트리를 발표한다. "이들의 가장 야심찬 프로젝트이다. 사방으로 뻗은 37곡이 두 시간의 영화와 같은 느와르-일렉트로를 선보인다." 크로매틱스를 포함하여 이탈리안스 두 잇 베터 음반사 소속의 글라스 캔디, 디자이어, 미라지와 같은 밴드들이 음반에 참여하였다.
2011년 10월 23일 크로매틱스는 출시예정 음반 «Kill for Love»에 수록되는 타이틀 트랙을 공개하였다. 공개된 싱글은 "정말 매혹적인 곡이다. 이 곡은 분명히 음반에 대한 기대를 생기게 할 것이다. 루스 라델리트의 따듯하고 낮고 중얼거리는 목소리는 감미롭고, 모호한 고백이 담긴 가사와 함께 밴드의 연주는 자연스럽게 공중에 떠오르는 것 같이 황홀하게 한다. 뉴오더와 흡사한(New Order-esque)의 소리의 풍경이 펼쳐진다."
페이더에서는 "아마 «Kill for Love»는 아티스트가 스스로를 인정하여 그들이 노래할 때 어떤 사운드를 내는지에 대하여 열려 있음으로 큰 변화를 가지고 올 것이다. 모든 지하실 스튜디오에서 젊은 보컬리스트는 눈을 세번 깜박이고, 에이블톤의 효과를 찍어낸다. 일주일만에 처음으로 거울을 보고, 햇살과 차단되어 깊이 들어간 구슬같은 눈을 보며 이렇게 속삭일 것이다, "하나님, 지름길은 없나봐요..." «Kill for Love»는 크로매틱스가 처음부터 우리를 흥분하게 만들었던 대중 사운드의 저항하는 태도를 버리지 않고 있다."라고 했다.
크로매틱스는 "«Night Drive»발표후 5년의 시간이 흐른 후" 오랫동안 인내하며 기다려온 팬들의 기대를 충족시키기 시작했다. 2012년 2월 11일 «Kill for Love»의 두 번째 곡<Into the Black>이 유출되었고, 이어서 <Lady>, <Candy>까지 유출되었다. 2012년 3월 11일에는 다섯 번째로 <Back from the Grave>가 유출되었다.
발매예정 음반에 대한 팬들의 기대에, 주얼은 «Kill for Love»를 위하여 36곡을 작업하였으나 음반에 실릴 17곡을 추리고 있다고 하였다.
크로매틱스의 «Kill for Love»는 2012년 3월 26일에 발매되었고, 앨범의 사운드는 "과거, 현재, 미래가 따듯하게 무너져, 시간이 휘어진 것 같다..."라는 평을 받았다. 2012년 5월 7일 이 들은 «Kill for Love»의 다른 버전을 무료로 공개하였다. 여기에는 드럼과 퍼커션을 제거한 11개의 곡을 수록하였다.

## 영광과 수상
크로매틱스는 칼 라거펠트의 부름을 받아 2012년 10월 파리에서 열린 샤넬의 2013 춘하 콜랙션 쇼에 참가한다. 밴드는 런웨이가 내려다 보이는 런웨이 정면 상단에서 연주하였고, 몽환적인 분위기를 만들어 냈다. 크로매틱스는 새로운 곡과 오래된 곡을 섞어 다섯 곡을 연주하였다. 이 공연은 여기에서 볼 수있다.

## 투어
크로매틱스는 전세계를 돌며 수 많은 음악 축제에서 연주하였다. 이 들은 2012년 11월 파리에서 열린 피치포크 음악 축제에서 모습을 보였다. 또한 11월 호주에서 열린 하베스트 축제(Harvest Festival)의 무대에도 올랐다.

## 음반 목록

### 스튜디오 음반
- Chrome Rats vs. Basement Rutz (Gold Standard Laboratories, 2003)
- Plaster Hounds (Gold Standard Laboratories, 2004)
- Night Drive (Italians Do It Better, 2007)
- Kill For Love (Italians Do It Better, 2012)

### 싱글과 이피
- Beach of Infants / Steps (Hand Held Heart, 2001)
- Arms Slither Away / Skill Fall (K, 2002)
- Cavecare (Hand Held Heart, 2002)
- Ice Hatchets / Curtains (Gold Standard Laboratories, 2003)
- Healer / Witness (Italians Do It Better, 2005)
- Nite (Italians Do It Better, 2006)
- In Shining Violence (Italians Do It Better, 2007)
- In the City (Italians Do It Better, 2010)
- Into The Black (Kill For Love, 2012)

### 그 밖의 음반
- As Rats in the Basement (as Krmtx) (self-released tour CD-R, 2003)
- After Dark (Italians Do It Better, 2007)
- Drive (Original Motion Picture Soundtrack) (Lakeshore Records, 2011)